# Zobes
Zobes ist ein Ortsteil von Neuensalz im sächsischen Vogtlandkreis. Der Zusammenschluss von Neuensalz, Thoßfell und Zobes zur Gemeinde Neuensalz erfolgte am 1. Januar 1994.

## Geographie

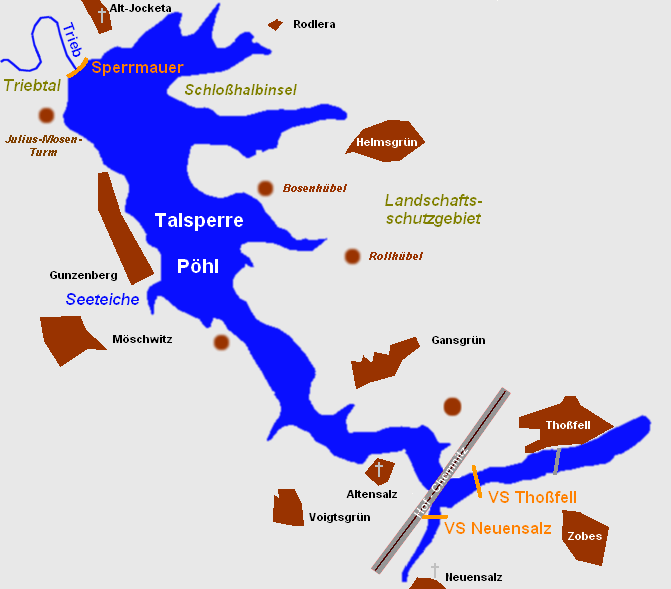
Lage von Zobes an der Talsperre Pöhl

### Lage und Verkehr
Zobes liegt östlich von Neuensalz im Zentrum des Naturraumes Vogtland im sächsischen Teil des historischen Vogtlands.
Der Ort erstreckt sich in einem kleinen Tal bis hinauf zur Quellmulde eines Rinnsals, das in die Trieb mündet, in einer Höhenlage zwischen 378 und 486 m. Nordwestlich von Zobes befindet sich die Vorsperre Thoßfell der Talsperre Pöhl. Westlich des Orts verläuft die Bundesstraße 173.
Der Ort wird im vertakteten ÖPNV des Verkehrsverbunds Vogtland von der zweistündlichen TaktBus-Linie 63 bedient. Diese verbindet Zobes mit Neuensalz, Plauen, Treuen und Lengenfeld.

### Nachbarorte
|            | Thoßfell                                    | Wetzelsgrün            |
| Neuensalz  | Kompassrose, die auf Nachbargemeinden zeigt | Altmannsgrün           |
| Mechelgrün | Zschockau                                   | Schönau mit Siebenhitz |

## Geschichte
Die Ersterwähnung des Orts erfolgte 1328 als Zcobocen. Die Bedeutung des Ortsnamens wird vom sorbischen Personennamen Soboš abgeleitet. Die Ortsform entspricht einem Platzdorf, auch Rundling genannt.

### Das Rittergut Zobes
In Zobes befand sich früher ein Rittergut. Dieses wurde erstmals im Jahr 1606 erwähnt und befand sich zunächst im Besitz der Herren von Bünau. Davor gehörte der Ort den Herren von Tettau. Weitere Besitzer des Ritterguts Zobes waren um 1664 Wolf Joachim von Schönfeld und Carl von Metzsch. 1719 verkaufte Carl von Metzsch das Rittergut Zobes an Casimir Gottfried von Beust. Dieser hatte bereits die Rittergüter Neuensalz und Thoßfell erworben. Zobes blieb zwar ein eigenständiges Rittergut, wurde aber praktisch als Vorwerk von Neuensalz behandelt. Das im frühen 18. Jahrhundert erbaute Schlössel ist das Wohnhaus des Vorwerkes, das von Thoßfell aus gegründet wurde. Der Nachfahre Heinrich Leopold von Beust (1778–1843) war Amtshauptmann im Vogtländischen Kreis und Abgeordneter in der ersten Kammer des Sächsischen Landtags. Die Erben verkauften die Güter Neuensalz und Zobes im Jahr 1844 an Otto Seiler. Dieser hatte sich als erfolgreicher Landwirt, Vorsitzender des Landwirtschaftlichen Kreisvereins und Vorsitzender der Ritterschaft des Vogtlandes einen Namen gemacht. 1885 erwarb Major Hanns Moritz von Zehmen die Rittergüter Neuensalz und Zobes. Die verwitwete Elisabeth Christine von Zehmen, geb. von der Pforte verkaufte 1929 den Grundbesitz in Zobes an den Landwirt Georg Kurze. Sie behielt aber das „Schlössel“, das Herrenhaus in Zobes sowie das Rittergut Neuensalz, dass sie ihrer Tochter Elisabeth v. Voights-Rhetz, geb. v. Zehmen übertrug. 1945 wurde der Besitz enteignet und Frau v. Voights-Rhetz nach Rügen deportiert. In Zobes wurde Selma Kurze (1906–1996) enteignet, die das 103 ha große Rittergut von ihrem Mann geerbt hatte. Der Bauunternehmer Thomas Wunderlich sanierte Anfang der 90er Jahre das Gebäude. Das „Schlössel“ gehört inzwischen einem privaten Eigentümer der den ehemaligen Herrensitz als Wohnhaus ausbaut.

### Ortsgeschichte von Zobes

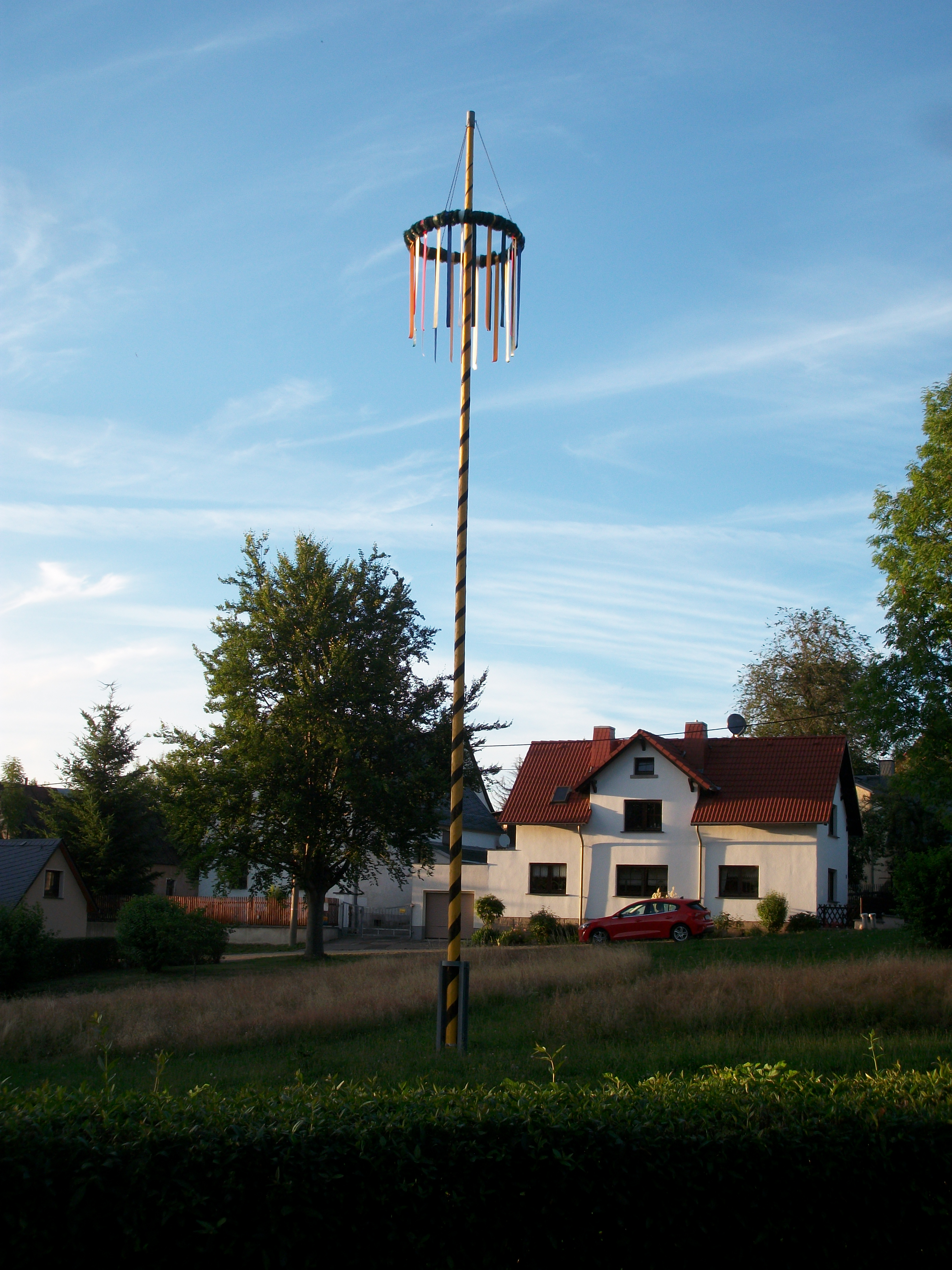
Maibaum Zobes

Bezüglich der Grundherrschaft war Zobes bis ins 19. Jahrhundert geteilt. Im 16. Jahrhundert gehörten Anteile zu den Rittergütern Thoßfell und Neuensalz, während ein dritter Teil als Amtsdorf direkt dem Amt Plauen unterstand. Im 18. Jahrhundert gehört Zobes anteilig in die Grundherrschaft der Rittergüter Zobes und Neuensalz, während ein dritter Anteil als Amtsdorf zum Amt Plauen gehörte. Kirchlich ist Zobes seit jeher nach Altensalz gepfarrt. 1759 war der Ort von einer Hexenverfolgung betroffen. Martin Kölbel geriet in einen Hexenprozess.
Zobes lag bis 1856 im kursächsischen bzw. königlich-sächsischen Amt Plauen. 1856 wurde der Ort dem Gerichtsamt Plauen und 1875 der Amtshauptmannschaft Plauen angegliedert. Nordwestlich des Dorfes entstand von 1937 bis 1939 die Triebtalbrücke der Bundesautobahn 72. In dieser Zeit dichtete ein Lehrer der Dorfschule auf den Berliner Gassenhauer In Rixdorf ist Musike einen neuen schlüpfrigen Text, der als De Fotz von Zobes heute durch das Original Vogtlandecho aufgeführt wird.
Zobes wurde über die Jahrhunderte von der Landwirtschaft geprägt, die nur in der Zeit von 1949 bis 1964 vom Uranbergbau der SDAG Wismut überlagert wurde. Die Zobeser Ganglagerstätte wurde komplett abgebaut und insgesamt 5031 Tonnen Uran sowie geringe Mengen an Kupfer und Wolfram gewonnen. In Zobes befand sich die größte Uranlagerstätte des Vogtlandes. Zu DDR-Zeiten errichtete und unterhielt der VEB BMK Süd Zwickau für die Kinder seiner Betriebsangehörigen ein Kinder-Ferienlager.
Durch die zweite Kreisreform in der DDR kam Zobes im Jahr 1952 zum Kreis Plauen-Land im Bezirk Chemnitz (1953 in Bezirk Karl-Marx-Stadt umbenannt), der ab 1990 als sächsischer „Landkreis Plauen“ fortgeführt wurde und 1996 im Vogtlandkreis aufging. Am 1. Januar 1994 wurde Zobes ein Ortsteil der Gemeinde Neuensalz.

## Entwicklung der Einwohnerzahl
| Jahr | Einwohnerzahl                            |
| ---- | ---------------------------------------- |
| 1557 | 23 besessene Mann, 2 Häusler, 7 Inwohner |
| 1764 | 39 besessene Mann, 1 Häusler, 7 Hufen    |
| 1834 | 311                                      |
| 1871 | 373                                      |

| Jahr | Einwohnerzahl |
| ---- | ------------- |
| 1890 | 335           |
| 1910 | 322           |
| 1925 | 429           |
| 1939 | 438           |

| Jahr | Einwohnerzahl |
| ---- | ------------- |
| 1946 | 476           |
| 1950 | 548           |
| 1964 | 388           |
| 1990 | 383           |

## Persönlichkeiten
- Roland Röhn (1932–1994), Kommunalpolitiker und Heimatforscher